# Копосу, Корнелиу
Корнелиу Копосу (1914—1995) — румынский политический и партийный деятель консервативного толка.

## Биография

### Ранние годы
Копосу родился в Австро-Венгрии, на территории современной Румынии, в семье протоиерея Валентина Копосу (17 ноября 1886 — 28 июля 1941) и его жены Аурелии Копосу (урождённой Анчану) — дочери румынского греко-католического протоиерея. У Корнелиуса было четыре сестры: Корнелия (1911—1988), Дойна (1922—1990), Флавия Бэлеску (род. 1924) и Родика (род. 1933). Сам Копосу был активным членом церкви и вступил в Румынскую национальную партию (PNR), в которой доминировали греко-католические политики.
После изучения права и экономики в Университете Клужа с 1930 по 1934 год Корнелиус занимался местной политикой и работал адвокатом. Стал личным секретарем Юлиу Маниу — политического лидера, являвшегося в 1918 году одним из наиболее активных сторонников союза Трансильвании и Румынии.

### Вторая мировая война
Копосу переехал в Бухарест в 1940 году, после того как Северная Трансильвания была передана Венгрии. Во время Второй мировой войны он был важным членом тайной внутренней оппозиции режиму Йона Антонеску. Он установил связи между движением оппозиционеров и Соединённым Королевством, а также был одним из политиков, обвинявшихся в поддержании контактов с деятелями, которые вели переговоры о выходе страны из союза с державами Оси.
В 1945 году, после королевского переворота против режима Антонеску, Копосу стал заместителем секретаря Национал-цэрэнистской партии (НЦП), а после воссоединения с Северной Трансильванией — делегатом партии в руководстве временных административных органов. Он также активно участвовал в организации партии как главной оппозиции Коммунистической партии и кабинету Петру Грозы до всеобщих выборов 1946 года.

### Коммунистическое преследование
14 июля 1947 года установленный с участием Советского Союза румынский коммунистический режим арестовал Копосу — вместе со всем руководством НЦП. Это произошло после того, как часть руководства партии пыталась бежать из страны на самолете, приземлившемся в Тэмдау (Tămădău Affair). Копосу был заключен в тюрьму без суда — он провёл в заключении девять лет, хотя все обвинения, выдвинутые против него, были сняты из-за отсутствия доказательств.
В 1956 году Копосу был приговорен к пожизненному заключению за «предательство рабочего класса» и «преступление против социальных реформ». В апреле 1964 года он был освобожден после 15 лет содержания под стражей и 2 лет принудительного проживания в Рубле (жудец Брэила). Позднее Копосу говорил, что его сильно впечатлили «глубокие рубцы» коллективизации, произошедшей в стране, а также — стойкость депортированных людей (см. Бэрэганские депортации): «Они торговали овощами, которые сами выращивали, в то время как местные жители не могли поверить, что подобные культуры вообще могли расти в той местности». В 1990-х годах, во время дебатов по поводу общего числа жертв коммунистического режима в Румынии в период между 1947 и 1964 годами, Копосу говорил о 282 000 арестов и 190 000 случаев смерти в заключении.
После своего освобождения Копосу начал работать как неквалифицированный рабочий на различных строительных объектах (учитывая его статус бывшего заключенного, ему было отказано в трудоустройстве в любой другой сфере). Он также подвергался надзору и регулярным допросам со стороны румынских властей тех лет. Жена Копосу — Арлетт — также была привлечена к судебной ответственности в 1950 году, во время судебного процесса по делу о шпионаже, и умерла в 1965 году, вскоре после своего освобождения — от болезни, полученной в тюрьме.
Копосу удалось поддерживать контакт с бывшими соратниками по партии, и он воссоздал в 1980-х годах партийную организацию как тайную группу, придерживавшуюся идеологии христианской демократии.

### Посткоммунистическая эпоха
22 декабря 1989 года (во время Румынской революции) Копосу, Ион Диаконеску и Ион Рациу выступили с манифестом, который подтверждал легализацию тайной группы — в виде партии под названием Христианско-демократическая национал-цэрэнистская партия. До конца своей жизни Копосу был главным голосом оппозиции Фронту национального спасения (с 1992 года — Демократический фронт национального спасения) — партии Иона Илиеску.